# No abras la puerta
No abras la puerta est une telenovela chilienne diffusé entre le 4 août 2014 et le 14 janvier 2015 sur TVN.

## Acteurs et personnages
- Luz Valdivieso : Isabel Tobar.
- Matías Oviedo : Tomás Campos.
- Gonzalo Valenzuela : Juan Pablo Olavarría.
- Elisa Zulueta : Silvana Buvinic.
- Marcial Tagle : Claudio Gormaz.
- Alejandra Fosalba : Carla Marambio.
- María José Illanes : Daniela Sepúlveda.
- Fernando Kliche : Germán Tobar.
- Magdalena Max-Neef : María Teresa Vidal.
- Delfina Guzmán : Victoria Edwards.
- Claudia Pérez : Rosario Vega.
- Víctor Montero : Antonio García.
- Verónica Soffia : Ignacia Tobar.
- Diego Ruiz : Martín Vial.
- Camila Hirane : Dominga Velasco.
- Javiera Hernández : Laura Olavarría.
- María Luisa Mayol : Soledad Vivanco.
- Felipe Orellana : Rodrigo Campos.
- María de los Ángeles López : Jacinta Spencer.
- Franco Latorre : Antonio "Toñito" García.
- Carolina Arregui : Gladys Ortiz.
- Camila Leyva : Mercedes "Meche".
- Max Meriño : Jefe de Isabel.

## Diffusion
- TVN
- TV Chile